# Prose nelle quali si ragiona della volgar lingua

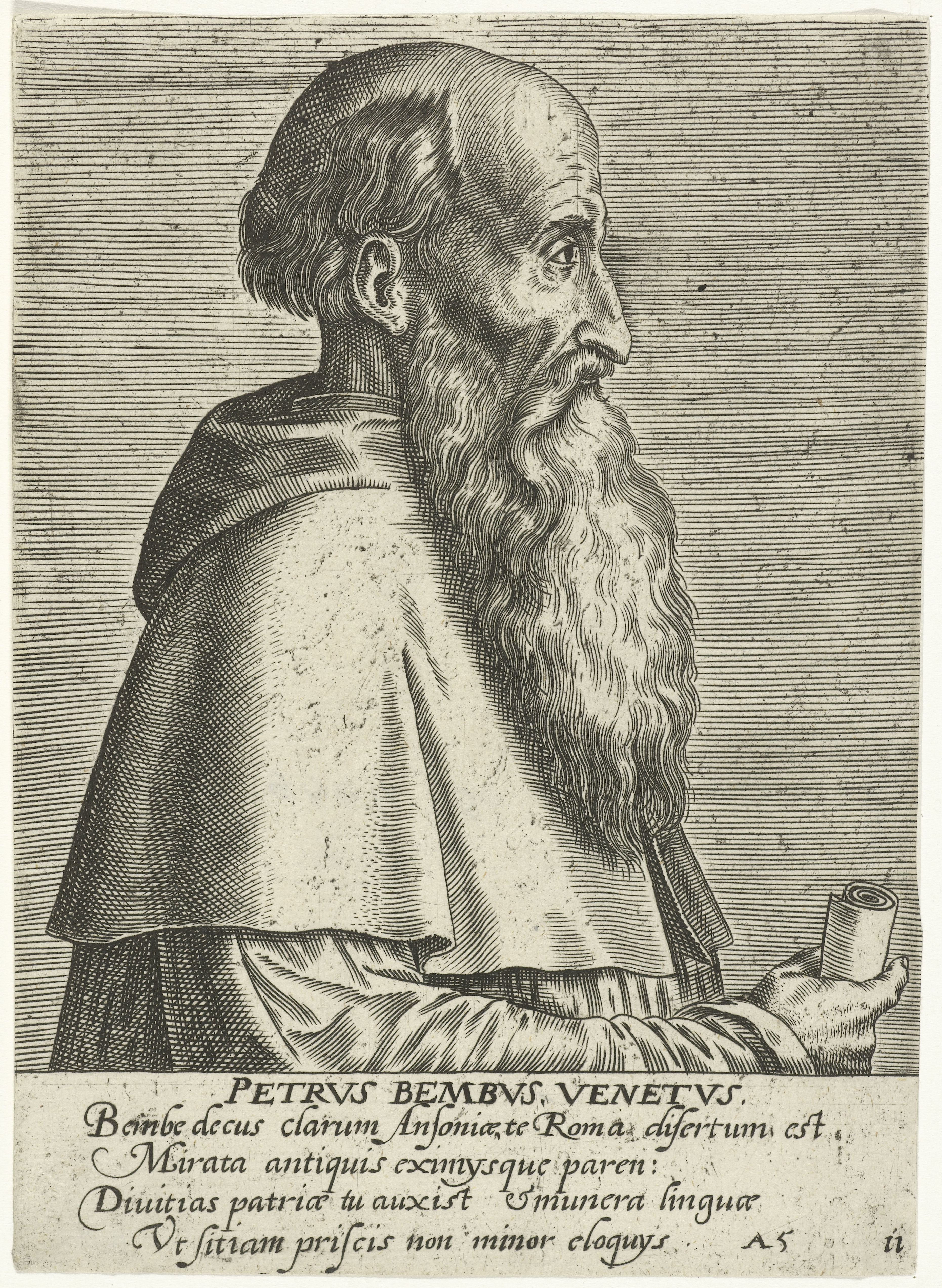
Bembo, l'autore

Le Prose nelle quali si ragiona della volgar lingua, più conosciute come Prose della volgar lingua (titolo completo Prose nelle quali si ragiona della volgar lingua scritte al cardinale de Medici che poi è stato creato a sommo pontefice et detto papa Clemente settimo divise in tre libri), sono un trattato di Pietro Bembo, pubblicato nel 1525.
Le Prose costituiscono un momento fondamentale nella questione della lingua: l'idea di base espressa in esse è che, per la scrittura di opere letterarie, gli italiani debbano prendere come modello due grandi autori trecenteschi, Francesco Petrarca per la poesia e Giovanni Boccaccio per la prosa. A livello storico il trattato può essere considerato come uno dei primi tentativi di storia letteraria italiana.
L'opera si fonda sulla cancellazione della tradizione più recente; pur conoscendo perfettamente la letteratura del suo tempo, Bembo non prende nessun esempio da questa, anche se menziona alcuni poeti quattrocenteschi e in particolare Lorenzo de' Medici (I,1), padre del suo interlocutore Giuliano de' Medici duca di Nemours, e i veneziani Niccolò Cosmico e Leonardo Giustinian (I, 15), questi ultimi soprattutto per rilevare l'inferiorità della tradizione veneta rispetto a quella toscana.

## Struttura dell'opera
L'opera è un trattato in forma dialogica, sul modello classico di Platone, e, nella finzione del titolo, fu dedicata a Giulio de' Medici prima che fosse eletto papa con il nome di Clemente VII (il 19 novembre 1523).
È composta da tre libri, in cui quattro personaggi storici — Carlo Bembo, fratello di Pietro, Ercole Strozzi, umanista di Ferrara, Giuliano de' Medici duca di Nemours e Federigo Fregoso, futuro cardinale — discutono sulla lingua volgare.
- Libro I. A casa di Bembo incomincia la discussione sulla lingua da adottare: il latino è preferibile al volgare? Qual è il volgare da prediligere? Di fronte alle affermazioni di umanisti come Ercole Strozzi, che sviliscono il ruolo del volgare, gli altri personaggi ne difendono invece il valore. Il libro presenta quindi una storia del volgare e, affrontando il problema di quale volgare italiano usare per la scrittura, propone i due modelli fondamentali di Bembo: per la prosa il volgare della cornice del Decameron di Boccaccio (il linguaggio delle novelle essendo ritenuto troppo basso e colloquiale), per la poesia la lingua di Petrarca. Nel libro è esposto anche il rapporto tra l'italiano e il provenzale, a livello sia linguistico che letterario.
- Libro II. La trattazione affronta prevalentemente questioni metriche e di retorica del volgare, sempre nell'intento di dimostrare l'eccellenza di Petrarca e Boccaccio. Vengono evidenziate le qualità che rendono bella la scrittura, ovvero la piacevolezza e la gravità.
- Libro III. In questo libro — che da solo occupa metà dell'opera — Bembo presenta una sua grammatica del volgare, ovvero la descrizione morfologica del toscano trecentesco sulla base del principio di imitazione dei "classici". La trattazione non è sistematica e il libro è stato definito come «una meravigliosa selva dove l'esemplificazione della parola e del suo uso prevale sulla classificazione e sulle regole» (Carlo Dionisotti). A rendere più difficile la lettura è anche l'abbondanza di esempi e il mancato utilizzo dei termini tecnici codificati dalla tradizione grammaticale latina. Bembo preferisce infatti ricorrere a perifrasi anche per le definizioni di base (per cui il "singolare" e il "plurale" diventano rispettivamente il "numero del meno" e il "numero del più", il presente è il "tempo che corre mentre l'uom parla", e così via).

## Genesi dell'opera
Bembo accenna di aver iniziato a scrivere "alcune notationi" sulla lingua volgare in una lettera a Maria Savorgnan del 2 settembre 1500. La famosa lettera a Trifone Gabriel del 1º aprile 1512 dimostra che in questo periodo erano già stati scritti, seppur in forma "imperfetta & incorretta", i primi due libri dell'opera e che almeno la loro struttura fosse già simile a quella definitiva.
Per i contenuti, anche se la grande maggioranza delle osservazioni è originale, in alcuni casi Bembo probabilmente riprese senza dichiararlo alcune indicazioni grammaticali già fornite nelle Regole pubblicate nel 1516 da Giovanni Francesco Fortunio.
Il trattato fu completato tra il 1519 e il 1524. Nell'ottobre 1524 Bembo si recò a Roma per offrirne un esemplare manoscritto a papa Clemente VII, così come si apprende da una lettera a Federigo Fregoso del 18 gennaio 1525.
L'edizione originale fu finita di stampare nel settembre 1525 a Venezia da Giovanni Tacuino. Dal 17 luglio al settembre il segretario di Bembo Cola Bruno fu nella città lagunare per seguire come correttore di bozze le fasi di stampa, informando puntualmente Bembo a Padova, e grazie al suo aiuto l'edizione uscì coi privilegi di stampa dei principali Stati italiani.

## LeProsee la questione della lingua
La questione della lingua è affrontata da Bembo nel primo libro del trattato.
Tesi dei personaggi a confronto
- Carlo Bembo: tesi di Pietro Bembo
- Giuliano de' Medici: fiorentino in uso
- Federigo Fregoso: tradizione del volgare
- Ercole Strozzi: latino

Tesi di Bembo
- Distinzione tra lingua della scrittura e lingua parlata
- Eternità delle opere e piacevolezza
- Élite di intellettuali come destinatari
- Petrarca e Boccaccio come modelli (= classici)

Nel capitolo XVIII, in particolare, il veneziano analizza le differenze fra la lingua della scrittura e quella parlata.
Confuta quindi la tesi di Giuliano de' Medici secondo il quale, poiché le lingue mutano al trascorrere del tempo, quando si scrive è necessario avvicinarsi al linguaggio parlato per rendere i testi accessibili a tutti. «Perciò che se questo fosse vero, ne seguirebbe che a coloro che popolarescamente scrivono, maggior loda si convenisse dare che a quegli che le scritture loro dettano e compongono più figurate e più gentili». Lo stesso Virgilio sarebbe stato ritenuto di minor pregio rispetto agli attori che attirano le genti, esprimendosi con il loro stesso linguaggio.
Secondo Carlo Bembo la lingua della scrittura non deve accostarsi a quella parlata se ciò comporta la perdita della sua stessa "gravità" e "grandezza". Essa deve pertanto tendere all'eternità: ogni opera deve essere redatta in modo tale da essere gradita in ogni tempo ed è proprio questo accorgimento che ha reso grandi i latini Virgilio e Cicerone ed i greci Omero e Demostene, i quali sempre si sono discostati dal parlato.
«Credete voi che se il Petrarca avesse le sue canzoni con la favella composte de' suoi popolani, che elle così vaghe, così belle fossero come sono, così care, così gentili?».  Lo stesso Petrarca quindi non avrebbe composto opere così lodabili. Il linguaggio parlato nelle novelle del Boccaccio, invece, è inserito in un contesto reso elevato da "così belle figure" (retoriche) e "vaghi modi" dal popolo non usati, perciò «egli ancor vive e lunghissimi secoli viverà».
Bembo allora, attenendosi agli esempi di Cicerone e di Virgilio, considera la presenza del parlato un elemento di pura eccezione.
Il Cicerone oratore incitava le masse, ma «il suo ragionare in tanto si levò dal popolo» che egli rimase sempre senza rivali. Allo stesso modo il mantovano Virgilio stimolava i contadini all'attività nelle campagne (nei quattro libri delle Georgiche), costruendo discorsi complessi che mai nessun agricoltore o uomo di città probabilmente avrebbe potuto cogliere.
La letteratura diviene quindi per Bembo accessibile esclusivamente ad un'élite di intellettuali: la moltitudine non dona affatto "grido e auttorità". Il popolo, infatti, fonda le sue opinioni su quelle di pochi dotti, «a quella parte si piega con le sue voci, a cui ella que' pochi uomini, che io dico, sente piegare». Lo scopo dello scrittore deve essere dunque quello di rendere le sue produzioni piacevoli ai dotti di ogni tempo che, senza essere condizionati dal volgo, giudicano in base ad un canone letterario oggettivo. «È adunque da scriver bene più che si può, perciò che le buone scritture, prima a' dotti e poi al popolo del loro secolo piacendo, piacciono altresì e a' dotti e al popolo degli altri secoli parimente».
All'inizio del capitolo XIX Bembo affronta la questione della ricerca dei modelli, ponendosi due interrogativi: 
«Cotesto tuo scriver bene onde si ritra' egli, e da cui si cerca?» A chi ci si deve ispirare?
«Hass'egli sempre ad imprendere dagli scrittori antichi e passati?» Si deve sempre apprendere dagli scrittori antichi e da quelli a noi precedenti?
Bembo nota che molto spesso è preferibile parlare seguendo gli scritti degli uomini passati piuttosto che secondo il linguaggio parlato o scritto proprio del periodo in cui si vive.
Inoltre, stando alle parole di Giuliano, Cicerone e Virgilio non avrebbero dovuto seguire Ennio come Petrarca e Boccaccio non avrebbero dovuto apprendere da Dante, da Guido Guinizzelli e da Farinata degli Uberti. «Ma quante volte aviene che la maniera della lingua delle passate stagioni è migliore che quella della presente non è, tante volte si dee per noi con lo stile delle passate stagioni scrivere, Giuliano, e non con quello del nostro tempo».
Seneca, Lucano e Claudiano e gli scrittori latini che li hanno succeduti sarebbero stati lodati maggiormente per le loro prose o poesie se avessero scritto alla maniera di autori antichi quali Virgilio e Cicerone.
Proprio a seguito di tali considerazioni Bembo conclude che lo scrittore del Cinquecento deve ispirarsi a Petrarca per la poesia e a  Boccaccio per la prosa.
Nel difendersi dalle precedenti critiche di Giuliano, afferma che imitare autori del passato non significa affatto parlare e scrivere rivolgendosi più ai morti che ai vivi. Ai morti, infatti, scrivono coloro che compongono opere che non saranno mai lette oppure "uomini di volgo",  senza "giudicio", "morti" (nel senso di incapaci di valutare), la cui attività letteraria si limita alla produzione di testi deperibili «che muoiono con le prime carte».
Come la lingua latina è innata negli antichi, così il volgare (di Petrarca e Boccaccio) è innato negli uomini del Cinquecento.
«Non perciò ne viene, che quale ora latinamente scrive, a' morti si debba dire che egli scriva più che a' vivi, perciò che gli uomini, de' quali ella era lingua, ora non vivono, anzi sono già molti secoli stati per lo adietro».
La vera letteratura è viva nell'attualità della sua presenza, garantita dall'immortalità stessa delle opere, che oltrepassano i limiti della mutevole opinione popolare.

## Critiche
La lingua teorizzata da Bembo è stata oggetto di numerose critiche.
È stata accusata di essere:
- estranea alla realtà nazionale;
- astratta;
- eccessivamente accademica e retorica;
- causa di una cristallizzazione forzata del linguaggio;
- fondata su una concezione troppo elitaria.[senza fonte]

## Manoscritti
L'unico manoscritto autografo dell'opera, il Vaticano Latino 3210 (Biblioteca Vaticana), contiene una stesura dell'opera risalente agli anni 1515-1524. Sul testo di base, scritto in bella copia, Bembo eseguì molti interventi e molte aggiunte che si ritrovano, con poche varianti, nell'edizione a stampa del 1525.
Nel 2018 sono state pubblicate le postille autografe vergate dal Bembo in un proprio esemplare dell'edizione originale del 1525. Secondo i curatori, esse sarebbero in parte precedenti e in parte successive alla seconda edizione del 1538 e testimonierebbero l'ultima stesura voluta dall'autore senza le interpolazioni apportate dal Varchi nell'edizione postuma del 1548-49.

## Storia editoriale
L'autore pubblicò in vita le Prose in due edizioni, la prima nel 1525 a Venezia da Tacuino e la seconda nel 1538 ancora a Venezia da Marcolini. Dopo la sua morte Benedetto Varchi curò un'edizione postuma a Firenze dal Torrentino nel 1548, con un'altra tiratura nel 1549.
Il testo è comunque stabile: nella seconda edizione Bembo inserisce pochi interventi; nel passaggio dalla seconda edizione alla terza postuma ci sono alcuni ampliamenti (in parte dovuti al Varchi), ma la struttura dell'opera rimane sostanzialmente la stessa.
Successivamente le Prose furono ripubblicate per tutto il Cinquecento (già la seconda edizione aveva avuto parecchie contraffazioni); tra le varie edizioni si segnalano quella a cura di Lodovico Dolce del 1566 presso Gabriel Giolito de' Ferrari, più volte ristampata, e quella a cura di Francesco Sansovino del 1562.
Per le edizioni moderne è fondamentale il testo stabilito da Carlo Dionisotti (sulla base della terza edizione postuma, con suddivisione in capitoli), apparso con graduali miglioramenti nelle edizioni del 1931 e del 1960 (riveduta nel 1966). L'edizione a cura di Claudio Vela del 2001 si basa sull'edizione originale del 1525 con le varianti del Vaticano Latino 3210, mentre l'edizione a cura di Mirko Tavosanis del 2002 riflette lo stato più antico del manoscritto.

## Edizioni
- Prose nelle quali si ragiona della volgar lingua scritte al cardinale de Medici che poi è stato creato a sommo pontefice et detto papa Clemente settimo divise in tre libri, Impresse in Vinegia, per Giovan Tacuino, nel mese di settembre del 1525.
- Delle prose nelle quali si ragiona della volgar lingua scritte al cardinale de Medici che poi è stato creato a sommo pontefice et detto papa Clemente settimo divise in tre libri, Edition seconda, Impresse in Vinegia, per Francesco Marcolini, nel mese di luglio del 1538.
- Delle prose nelle quali si ragiona della volgar lingua scritte al cardinale de Medici che poi fu creato a sommo pontefice et detto papa Clemente settimo divise in tre libri, Terza impressione, In Fiorenza, appresso Lorenzo Torrentino stampator ducale, 1548 (altra tiratura: Impresse in Firenze, per Lorenzo Torrentino, ad instantia di m. Carlo Gualteruzzi, nel 1549).
- Le prose nelle quali si ragiona della volgar lingua, scritte al cardinale de Medici che poi fu creato a sommo pontefice & detto papa Clemente VII, divise in tre libri et reviste con somma diligenza da m. Lodovico Dolce, In Vinegia, appresso Gabriel Giolito de' Ferrari, 1556.
- Le prose nelle quali si ragiona della volgar lingua, scritte al cardinale de' Medici che poi fu creato a sommo pontefice & detto papa Clemente VII, divise in tre libri, e di nuovo aggiunte le postille nel margine, e rivedute con somma diligenza da m. Francesco Sansovino, In Venetia, appresso Francesco Rampazetto, 1562.

### Edizioni critiche moderne
- Prose della volgar lingua, introduzione e note di Carlo Dionisotti Casalone, Torino, Unione Tipografico-Editrice Torinese, 1931.
- Prose della volgar lingua, a cura di Mario Marti, Padova, Liviana, 1955.
- Prose della volgar lingua, in Prose e Rime, a cura di Carlo Dionisotti, Torino, Unione Tipografico-Editrice Torinese, 1960, pp. 73–309; 2ª edizione accresciuta, 1966.
- Prose della volgar lingua, in Trattatisti del Cinquecento, a cura di Mario Pozzi, Napoli, R. Ricciardi, 1978, pp. 51–284.
- Prose della volgar lingua, L'editio princeps del 1525 riscontrata con l'autografo Vaticano Latino 3210, edizione critica a cura di Claudio Vela, Bologna, CLUEB, 2001.
- La prima stesura delle «Prose della volgar lingua»: fonti e correzioni, [a cura di] Mirko Tavosanis, con edizione del testo, Pisa, Edizioni ETS, 2002.